# Люстрація в Україні

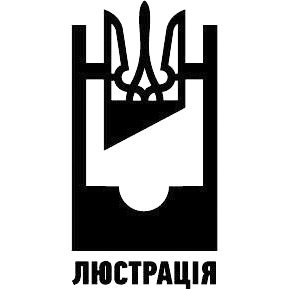
Логотип Люстраційного Комітету України

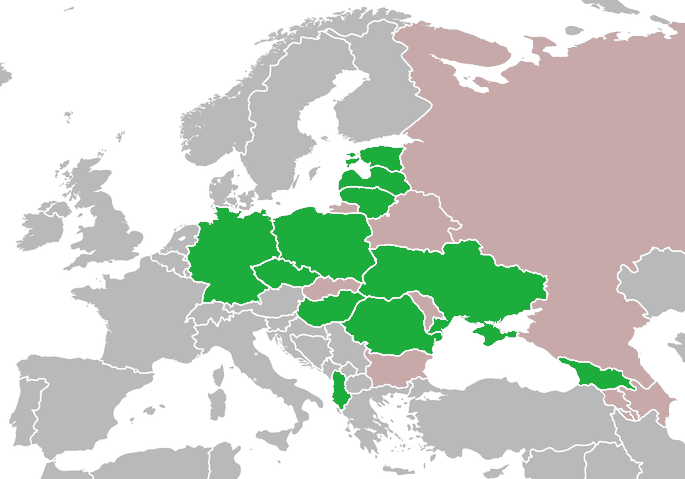
Країни, де проводилась або проводиться люстрація влади.

Люстрація в Україні — встановлена Законом України «Про очищення влади» або рішенням суду заборона окремим фізичним особам обіймати певні посади (перебувати на службі) в органах державної влади та органах місцевого самоврядування.
Очищення влади (люстрація) здійснюється з метою недопущення до участі в управлінні державними справами осіб, які своїми рішеннями, діями чи бездіяльністю здійснювали заходи (та/або сприяли їх здійсненню), спрямовані на узурпацію влади Президентом України Віктором Януковичем, підрив основ національної безпеки і оборони України або протиправне порушення прав і свобод людини.

## Нормативне регулювання

### Ініціативи

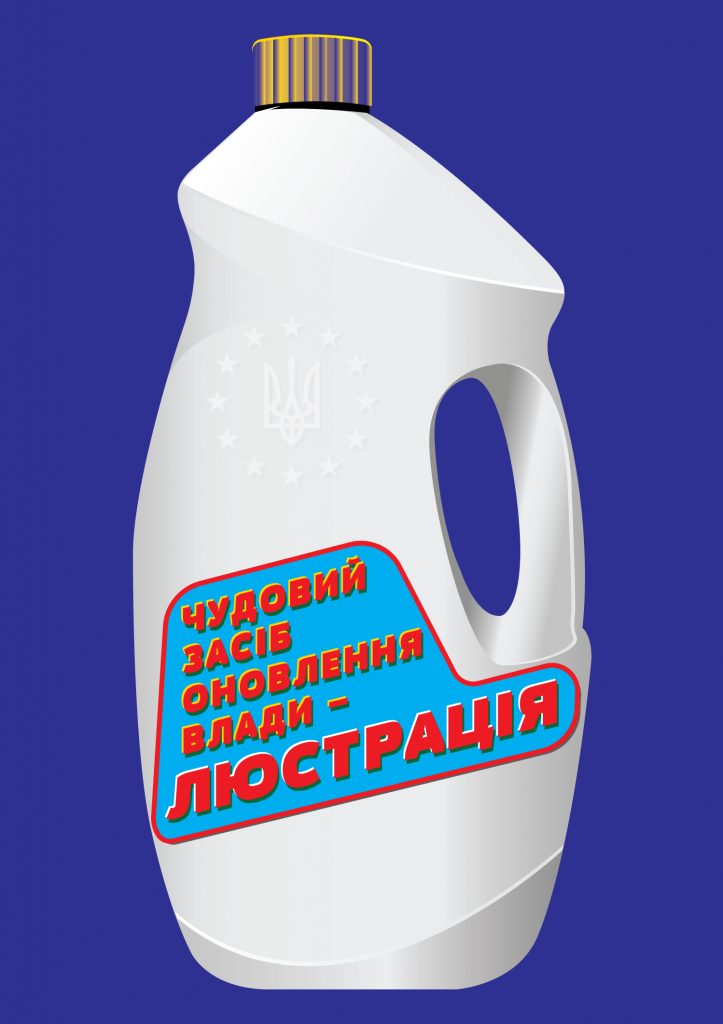
Плакат «Чудовий засіб оновлення влади — люстрація»

Заклики до проведення люстрації в Україні набули значного поширення після Помаранчевої революції 2004 року і приходу до влади Віктора Ющенка. Зокрема, український дисидент, народний депутат Левко Лук'яненко оголосив про внесення відповідного законопроєкту, який передбачав «обнародування, перевірку, облік і амністію осіб, причетних до протиправних дій недемократичного режиму».Так, люстрація визначається як «процес, спрямований на встановлення відповідності правді свідчень громадян України, які претендують на керівні посади в органах законодавчої, виконавчої, судової влади, в дошкільних закладах, школах, гімназіях, коледжах, вищих навчальних закладах, виборчих комісіях, засобах масової інформації, політичних партіях і громадських організаціях в Україні, про непричетність до фальсифікації виборів Президента України 2004 року, свідомої і таємної співпраці з оперативними працівниками колишнього КДБ СРСР, а з 1991 року із спецслужбами інших держав як таємного інформатора чи помічника в оперативному отриманні інформації, поєднання амністії і мораторію щодо прийняття цих осіб у владні інституції на певний термін».
Законопроєкт 7028 передбачає запровадити в Україні процедуру люстрації, яка стосуватиметься трьох категорій діянь: співпраця з оперативними працівниками колишнього КДБ СРСР до 1991 року в ролі агента, резидента чи іншого негласного нештатного співробітника або помічника в оперативному отриманні інформації, а також участь у судових процесах на стороні захисту чи обвинувачення над учасниками ОУН-УПА, іншими учасниками визвольних змагань, патріотами України, звинувачуваними в «українському буржуазному націоналізмі» та над учасниками правозахисних організацій в колишньому СРСР і Україні; співпраця з 1991 року із спецслужбами інших держав як таємного інформатора чи помічника в оперативному отриманні інформації; участь у подіях, пов'язаних із фальсифікацією виборів Президента 2004 року, зокрема у політичних переслідуваннях, підкупі виборців, тиску на виборців із метою вплинути на їх волевиявлення, цензурі і запровадженні в засобах масової інформації «темників» та інших порушеннях виборчого законодавства, а також заклики до сепаратизму… "федералізації, насильницького (військового) розв'язання політичного конфлікту під час акцій масового протесту.
Інший законопроєкт запропонував народний депутат Олег Тягнибок в березні 2005 року. За ним передбачалося заборонити обіймати державні посади особам, які до 1 січня 1992 року працювали на керівних посадах в Комуністичній партії СРСР чи КДБ СРСР або співпрацювали з органами державної безпеки Радянського Союзу. Подібний законопроєкт подавався і в 2012 році. Однак жоден із них не був прийнятий. З 2008 року діє ГО «Всеукраїнська люстрація», що очолюється депутатом від ВО «Свобода» Олегом Осуховським.

### Законодавча база
У 2014 році, після усунення від влади президента Віктора Януковича внаслідок масових громадських протестів, питання люстрації знову набуло актуальності. Це, зокрема, є однією з вимог учасників Євромайдану. 24 лютого у Верховній Раді зареєстровано проєкт постанови про проведення люстрації в Україні. Авторами документа виступили нардепи від ВО "Свобода" О. Тягнибок, Ю. Швайка, Ю. Сиротюк, А. Мохник, І. Мірошниченко, Є. Леонов, О. Мирний, О. Кайда, І. Фаріон, О. Сиротюк, Л. Мартинюк, О. Іллєнко та А. Вітів. Головним комітетом з розгляду документа визначено Комітет ВР з питань державного будівництва та місцевого самоврядування. Також документ має бути розглянутий в комітетах ВР з питань правової політики, з питань бюджету та з питань боротьби з організованою злочинністю і корупцією. 28 лютого Олег Тягнибок заявив, що законопроєкт поки що не розглядатиметься.
8 квітня 2014 року прийнято Закон України «Про відновлення довіри до судової влади в Україні» (фактично люстраційний за змістом).
Зовнішньополітичний курс України є євроінтеграційним. Законодавства про люстрацію Україна не має, проте, починаючи з 2004 року, на розгляд Верховної Ради України було подано три законопроєкти з питань люстрації: проєкт Закону України «Про люстрацію», реєстраційний номер 7028; проєкт Закону України «Щодо певних обмежень при обійманні посад в державних органах влади України», реєстраційний номер 7028-1; проєкт Закону України «Про люстрацію», реєстраційний номер 7028-2. Зазначені законопроєкти суттєвою відмінністю не відзначаються. Водночас, їх об'єднує вид — «державна люстрація». Внутрішньополітичні потрясіння в Україні 2004 та 2013—2014 років спонукають громадськість й інститути громадянського суспільства до актуалізації зазначеного питання.
Сучасні люстраційні законопроєкти в Україні:
12 березня 2014 року в парламент внесла законопроєкт № 4378-2 «Про відновлення довіри до судової влади в Україні» позафракційний депутат Анжеліка Лабунська. Її законопроєкт правові та організаційні засади перевірки суддів судів загальної юрисдикції.
Законопроєкт № 4378-1 «Про відновлення довіри до судової системи України» внесли, 11 березня 2014 року, депутати від «Свободи» Олег Тягнибок, Олег Бондарчук, Олег Гелевей, Олег Осуховський. Законопроєкт визначає правові та організаційні засади проведення перевірки (люстрації) суддів, які своїми діями дискредитували авторитет судової влади.
09 квітня 2014, Верховна Рада України прийняла Закон про відновлення довіри до судової влади (№ 4378-1)

### Закон 16 вересня «Про очищення влади» (про люстрацію)
16 вересня 2014 року, після кількаденних бурхливих демонстрацій, Верховна Рада прийняла в другому читанні (серед кількох варіантів) законопроєкт «Про очищення влади» (про люстрацію). За прийняття відповідного законопроєкту № 4359а в цілому із третього разу проголосував 231 депутат за мінімально необхідних 226.
25 вересня його підписав Голова Верховної Ради Олександр Турчинов. Прем'єр-Міністр Арсеній Яценюк завізував його (що не передбачено Конституцією), після чого Кабінет міністрів передав до адміністрації президента закон із пропозицією його підписати.
Закон був розкритикований правозахисниками та експертами як такий, що не відповідає європейським і міжнародним нормам прав людини та був прийнятий з порушення процедури. Тим не менше, закон не був ветований Президентом та набув чинності 16 жовтня 2014 року.

### Коло осіб, яке підпадає люстрації
Закон вводить заборону на зайняття певних посад протягом 10 років особами, які в період з 25 лютого 2010 року за 22 лютого 2014 терміном більше 1 року займали певні державні посади. Аналогічна заборона діятиме щодо осіб, які займали зазначені у законі посади менше 1 року, але включаючи період з 21 листопада 2013 по 22 лютого 2014 року, і не звільнених за власним бажанням.
Крім цього, люстрації підлягають особи, що займали посади в Комуністичній партії СРСР або однієї із союзних республік, починаючи від секретаря районного комітету і вище, в комсомольських організаціях, працювали в органах КДБ.
Додатково люстрації підлягають раніше засуджені чиновники і співробітники правоохоронних органів, які співпрацювали з іноземними спецслужбами, закликали до порушення територіальної цілісності України або допустили порушення прав і свобод людини, що були визнані Європейським судом з прав людини.
Крім цього, люстрації підлягають чиновники, які подаватимуть недостовірну інформацію про майно в деклараціях про доходи, або вартість майна яких буде не відповідати рівню законних доходів за період перебування на посаді.

### ‎Впровадження в життя

#### Перший етап
Станом на 10:00 3 листопада 2014 р. згідно інформації з Єдиного державного реєстру осіб, щодо яких застосовані положення Закону України «Про очищення влади» в Україні звільнено тільки 347 чиновників.

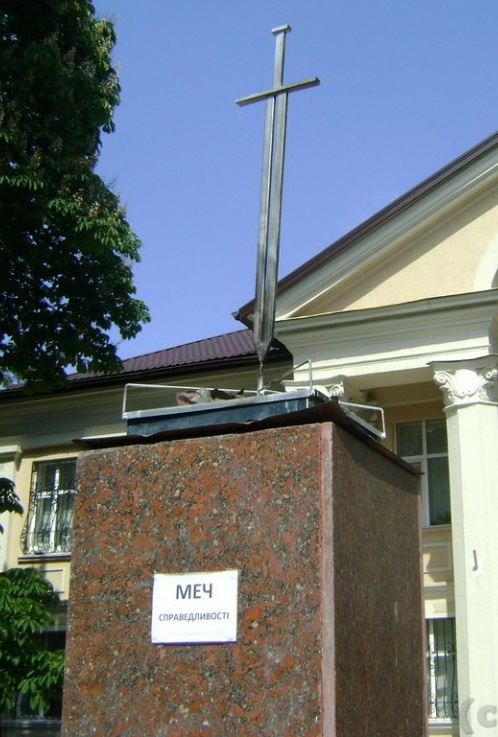
Пам'ятник «Меч справедливості», присвячений люстрації влади, відкритий місцевими активістами у Броварах

Станом на середину листопада відповідно до закону було звільнено 132 прокурорських працівника, а ще 450 очікують на нього.

#### Другий етап
24 листопада почався другий етап перевірок і звільнень чиновників.

### Результати
Станом на грудень 2016 року до Єдиного державного реєстру осіб, щодо яких застосовані положення Закону України «Про очищення влади», внесені відомості про 936 особи.

## Самосуди через смітник
Оскільки жодного впровадження в життя процедури люстрації не відбувається і державні чиновники всіх рівнів гальмують вказаний процес, громадськість самотужки вирішила люструвати державних чиновників, які себе скомпрометували. З вересня 2014 року в Україні набула поширення так звана «Смітникова люстрація» (також — «Люстрація через смітник», «Дика люстрація» або «Trash Bucket Challenge» (за аналогією з «Ice Bucket Challenge»)). Явище полягає у тенденції до вкидання чиновників в смітники, що супроводжуються закликами «звільнити» таким чином свої робочі місця.
Перелік українських чиновників, яких громадяни кинули або намагалися кинути в контейнер для сміття:

### 2014
1. 5 вересня — Олег Руденко, директор обласного управління Фонду соціального страхування Одеської області[26].
2. 16 вересня — Віталій Журавський, колишній член Партії регіонів, народний депутат України, один з ініціаторів Закону про люстрацію[27][28].
3. 17 вересня — погроза «смітникової люстрації» Ірині Луценко (дружина Юрія Луценка) від учасників мітингу під будівлею Адміністрації Президента України; прогнали із заходу[29].
4. 18 вересня — Віталій Федак, начальник відділу кадрів Тернопільської райдержадміністрації[30][31].
5. 19 вересня — Микола Корецький, депутат Кіровоградської обласної ради[32][33].
6. 23 вересня, п'ятеро активістів-евромайданівців вчинили напад на екс-регіонала Віталія Грушевського, провівши так звану «народну» люстрацію. Активісти схопили його на одній з центральних вулиць і в буквальному сенсі ткнули носом у смітник[34][35].
7. 26 вересня — Віктор Пилипишин, народний депутат України[36].
8. 26 вересня — Олександр Данильчук, перший заступник голови Рівненської обласної ради[37][38].
9. 29 вересня — Олександра Демьянко; громадські організації приїхали до центру безпеки дорожнього руху та автоматизованих систем МВС України, щоб провести люстрацію його керівника. Чиновника закидали яйцями та кинули в смітник[39].
10. 29 вересня — Олександр Панченко, колишній отаман Війська Запорозького[40], за те що 26 січня його підлеглі разом з «тітушками» брали участь у розгоні Евромайдану в Запоріжжі. Олександр Панченко відзначився тим, що вручив президенту Януковичу унікальну булаву, «призначивши» його Гетьманом України[41].
11. 29 вересня — Василь Смаглюк, керівник апарату ОДА; громада Кіровограда кинула в смітник[42].
12. 30 вересня активісти Правого сектора, Автомайдану, Євромайдану і Самооборони привезли смітник для люстрації Нестора Шуфрича, який приїхав в Одесу на засідання партії Опозиційний блок, однак Нестор Іванович намагався втекти, за що активісти його побили[43]. Спікер партії Правий сектор Борислав Береза заявив, що побиття інсценовано самим Нестором Шуфричем[44].
13. 1 жовтня — Манолій Мігайчук, головний лікар Чернівецького шпиталю ветеранів; лікарі «люстрували» свого начальника, кинувши його в смітник[45].
14. 1 жовтня — Олексій Гаврилюк, голова територіальної виборчій комісії в місті Ірпінь Київській області; активісти, члени Радикальної партії влаштували «люстрацію», кинувши його в смітник[46].
15. 6 жовтня — Петро Камінський, начальник управління з питань НС Миколаївської ОДА, депутат облради від Партії регіонів; кинули в смітник.
16. 15 жовтня — Павло Матвієнко, Голова регіонального відділення Фонду держмайна, екс-«регіонала» та екс-голова Запорізької облради; «Правий сектор» закидав яйцями і кинув у сміттєвий бак.
17. 31 жовтня — у Дніпропетровську кинули у сміттєвий бак начальницю юридичного відділу виконкому міської ради Кривого Рогу Вікторію Гожій та начальника управління земельних ресурсів Олександра Брізецького, яких підозрюють в махінаціях з земельними ділянками і тиском на підприємців. Вказаних чиновників люстранти пов'язують з Олександром Вілкулом[47].
18. 24 грудня — Михайло Верхній, т.в.о. керівника управління архітектурно-будівельної інспекції Тернополя[48].
19. 24 грудня — Володимир Скоробагач, депутат Харківської міської ради[49].

### 2015
1. 18 січня — голова суду та суддя в Кремінці на Тернопільщині[50].
2. 25 лютого — суддя Боднар в Одесі, був вкинутий в сміттєвий бак та обсипаний з ніг до голови борошном[51].
3. 9 квітня — начальника управління юстиції Івано-Франківська Василя Кавацюка через легалізацію «Опозиційного блоку», здійснена представниками «Правого Сектора»[52].

### 2018
1. 20 червня — Андрій Руденко, депутат Харківської міської ради[53].

### Наслідки для виконавців
За фактом хуліганських дій по відношенню до народного депутата України Віктора Пилипишина міліція почала кримінальне провадження за ст. 296 ККУ, один підозрюваний затриманий.

## Критика
Закон про люстрацію в Україні викликав шквал критики з боку Венеційської комісії, оскільки документ не відповідає європейським нормам.
Основні зауваження європейських експертів, що працювали над рапортом «Підведення підсумків щодо розробки закону про люстрацію 4359а „Про очищення влади“», стосуються колективного характеру відповідальності у процесі люстрації, що суперечить вказівкам Резолюції 1096, а також децентралізованого характеру самої процедури, що ускладнює належний контроль над нею.
Люстрація не є рівною для всіх: Президенту України надали право в ручному режимі скасовувати люстрацію вищих військових і силовиків.